# アイシールド21
『アイシールド21』（EYESHIELD 21）は、原作：稲垣理一郎、作画：村田雄介による日本の漫画、およびそれを原作としたテレビアニメ。『週刊少年ジャンプ』（集英社）において連載された。全333話。アメリカンフットボールをテーマとしている。話数カウントは「○th down」。2023年12月時点でデジタル版を含む累計部数は2600万部を突破している。
稲垣が投稿した同タイトルの読切が、第7回ストーリーキングのネーム部門で大賞（キング）受賞。村田が作画を担当した読み切り前後編を本誌掲載。2002年7月23日発売の『週刊少年ジャンプ』34号から週刊連載となり、2009年29号の最終話（333話）まで一度も休載がなかった。また、これを原作としたテレビアニメが、2005年4月から2008年3月までテレビ東京系列で長期放映された。
2024年1月、本作の連載開始21周年を記念して、最終回の後を描いた読み切りを『週刊少年ジャンプ』9号に掲載。

## あらすじ
私立泥門（でいもん）高等学校に通う気弱な高校生、小早川瀬那は入学早々ひょんなことから泥門高校アメフト部「泥門デビルバッツ」に主務として入ることになった。その帰り道、彼をパシリにしていた不良たちに絡まれ、逃れるために泥門駅まで爆走して駆け込み乗車をした。それを目撃したアメフト部主将 ヒル魔に翌日強制的に選手にされ、唯一の取り柄である俊足で選手登録名「アイシールド21」として春大会を戦うことになる。
初戦は助っ人を多数借りながらなんとか勝ったものの、次の試合には強豪「王城ホワイトナイツ」に敗れてしまう。しかしセナは、最強のラインバッカーである進に、心の底から勝ちたいと思い始める。元野球部のモン太を加えて「賊学カメレオンズ」に大勝し、さらに新メンバー雪光、小結、ハァハァ3兄弟（十文字・黒木・戸叶）も加わって「太陽スフィンクス」と引き分けるが、「NASAエイリアンズ」に惜敗。
その後、アメリカに連れてこられたデビルバッツメンバーは、そこで前身「麻黄デビルバッツ」時代のトレーナーどぶろくと会い、強化プログラム「死の行軍（デスマーチ）」で特訓を行う。途中、瀧兄妹と知り合いながらも脱落者0で完走。秋季東京大会を勝ち上がり、そして全国大会決勝（クリスマスボウル）出場を仲間達と共に目指していく。

## テクニック一覧

### 走（ラン）
デビルバットダイブ／天空デビルバットダイブ（スカイデビルバットダイブ）
使用者：小早川瀬那（泥門）
主にゴール前でタッチダウンを狙うときに使用。ラインが密集している上を、スピードを保ったまま、頭から突っ込むように飛び越える。「天空〜」は、飛びながらパスを受け、そのまま突っ込む運に賭けた技。パスキャッチのタイミングが難しいため、普通のデビルバットダイブよりも成功率が低い超高難度の技。
3ツ首の魔犬ダイブ（ケルベロスダイブ）
使用者：小早川瀬那（泥門）／キッド（西部）／蛭魔妖一（泥門）／金剛阿含（神龍寺）
WCでつかった蛭魔の作戦。阿含と蛭魔とキッドがQBのポジションに入り、瀬那がRBに入る。阿含はフェイクでラインの加勢に入って、ボールをキッドに任せてまず蛭魔がデビルバットダイブ、その後すぐにキッドがダブルでデビルバットダイブ、そしてキッドが飛ぶ寸前に早撃ちで瀬那にボールを渡す。そして最後に瀬那がデビルバットダイブ。パワー、スピード、作戦（タクティクス）三位一体の作戦。
チェンジ・オブ・ペース／ロデオ・ドライブ
使用者：小早川瀬那（泥門）／甲斐谷陸（西部）、石丸哲生（泥門）
いずれも「スピードに緩急をつけ、タックルをかわす」技術であるが、瀬那のチェンジ・オブ・ペースは、急停止と方向転換の組み合わせによるものであり、無駄は多いもののディフェンスを攪乱する。一方、陸のロデオ・ドライブは、上半身を振って重心移動することにより緩急をつけるものであり、スムーズな移動が可能。ラグビーの「グース（ガチョウ）ステップ」が元になっている。

ロデオ・ドライブ・スタンピード
使用者：甲斐谷陸（西部）
アニメオリジナルの陸の「ロデオ・ドライブ」の進化版。超光速でのチェンジ・オブ・ペースを行い、まるで分身をしているような残像を見せ、相手を抜き去る。
ローピング・ロデオ・ドライブ
使用者：甲斐谷陸（西部）
ロデオ・ドライブでフェイントした後、投げ縄（ローピング）のように円を描いて抜くロデオ・ドライブの上級技。ラグビーの「スワーブ(swarve)」が元になっている。
無重力の脚
使用者：パトリック・スペンサー（NASA）
最小限の曲がり（カット）で敵を抜く。黒人特有の柔軟な筋肉があってからこそ使うことが出来る。最短ルートを走り抜ける故に進などには見切られてしまっていたが、後にパンサーがアポロのハンドテクニックを叩き込まれたため克服された。
デビルバットゴースト
使用者：小早川瀬那（泥門）、金剛阿含（神龍寺）、大和猛（帝黒）
クロスオーバーステップを利用し、敵を抜く。メット装着時の視界の狭さにより、相手には煙のように消えて見える。
デビルバットハリケーン
使用者：小早川瀬那（泥門）
デビルバットゴーストに、セナが長年パシらされて習得した回転（スピン）を加えたもの。相手に触れられても、そこを回転の軸にして相手をねじり抜くことが出来る。瀧がアレンジしたという「瀧（ジェントル）プリンスハリケーン」なる技も存在するが、Y字バランスで回転するだけで特に意味もなく終わった。
デビルライトハリケーン
使用者：小早川瀬那（泥門）
デビルバットハリケーンの光速型。回転時も光速（4秒2）のスピードで行うため、即座に止めるのは不可能に近い。
帝王のチャージ（シーザーズチャージ）
使用者：大和猛（帝黒）
恵まれた体格と驚異的なボディバランス、不屈の闘志と信念でただひたすらに倒れず前に進み続けるアメリカンフットボールの原点とも言える走り。例え捕まえてもそのまま相手を引きずり、振り切り進み続けるため止めるのが非常に困難。ディフェンスにも応用が利き、無理矢理前に踏み出すことでセナのデビル4ディメンションを力ずくで潰して見せた。
ウルフ・ファング
使用者：狼谷大牙（岬）
アニメオリジナルの狼谷の走（ラン）の名称。獲物を追う狼の如く、ボールを追うために超加速する。
キャット・ラン
使用者：猫山圭介（王城）
音を立てずに、しなやかに走るラン。しかし原作で使用した所は見たことがない。
デビル4ディメンション
使用者：小早川瀬那（泥門）
アイシールド21の走（ラン）の究極奥義。超光速の走りから、姿勢をかえない状態で一歩だけ超光速のバックステップをしてから、再び超光速で走り相手を抜き去る技。 帝黒戦セナが上下からも左右からも抜けなかった大和を抜くために試合中に編み出し、完成させた。ネーミングは熊袋リコ。 弱点はバックステップした瞬間に守備側がひいた守りをおこない左右のカットだけに備えられた場合である。 しかし最終的にはバックステップにデビルバットゴーストを組み合わせたことによって「帝王のチャージ」を破り、 完全無欠の走りへと昇華した。

### タックル
槍タックル（スピアタックル）
使用者：進清十郎（王城）
類まれな腕力とスピードにより、片腕のみで突き刺すようなタックルを見舞う。遠距離でも正確にヒットし、これにより負傷退場や戦意喪失を引き起こした選手も多い。
三つ又槍タックル（トライデントタックル）
使用者：進清十郎（王城）、小早川瀬那（泥門）
槍タックルにロデオドライブの走法が加わり、左右への逃げ場を無くした強化版。その威力は岩重ガンジョーの岩並の肉体を呼吸や声も出なくなるほど悶絶させた。ワールドカップのアメリカ戦ではセナがパンサーに対して使用した。
不良殺法
使用者：十文字一輝、黒木浩二、戸叶庄三（泥門）ほか
相手の袖、または襟を掴み、その力を利用し倒す荒業。ブル＆ジャークという実在する技で、泥門の３人は賊学との特訓で習得した。
出ッ腹ブロック
使用者：栗田良寛、小結大吉（泥門）
アニメオリジナルのタックルで体型を活用し腹の弾力性でタックルする。小結は「師匠直伝」と語りながら行う。漫画の方でも栗田のみ使っている。

### パス
エベレストパス、ツインタワー剛弓（アロー）
使用者：高見伊知郎（王城）　主なレシーバー：桜庭春人（王城）
高見と桜庭の高身長を生かした超高層パス。発射点、キャッチ点共に高く、並の人間には触れることも出来ずにパスが成功してしまう。初披露となった三閣パンクス戦で実況のマシンガン真田が命名した。ツインタワー剛弓（アロー）は進化版で、超高速のエベレストパス。アメリカ最強軍団ペンタゴンのタタンカすら触れることも出来なかった。
クイック&ファイア
使用者：キッド（西部）　主なレシーバー：鉄馬丈（西部）
アニメオリジナルのキッドのパスの名称。射撃を行うようなスタイルにて目にも止まらぬモーションでパスを投げる。そのパスモーションスピードは即座に反応できないほど。正確なパスルートを走る鉄馬のキャッチで確実なる攻撃を行う。
シャトルパス
使用者：ホーマー・フィッツジェラルド　主なレシーバー：ジェレミー・ワット（NASA）
アメリカ人特有の強肩と屈強な上半身を使う超ロングパス。決まればタッチダウン確実の飛距離を誇る。コントロールは良くないため、着弾点を正確に見極めることが重要となる。
デビルレーザー弾（デビルレーザーバレット）
使用者：蛭魔妖一（泥門）　主なレシーバー：雷門太郎（泥門）
ヒル魔のロングパス技の一つ。小さな隙間からも通し切るほどの命中精度と強風の影響を無視するほどのスピードを誇り、レシーバーに当然の如く限界プレーを要求する超スパルタパス。
悪魔の祝福パス（ヘイル・デビルパス）
使用者：蛭魔妖一（泥門）　主なレシーバー：雷門太郎（泥門）
神龍寺戦で見せたヒル魔のロングパス技。山なりに投げる神頼みのパス「ヘイル・メリーパス」とは異なり、WRとCBのキャッチング可能限界ラインギリギリに投げることで、純粋なキャッチ力勝負に引きずり込む。
明鏡止水
使用者：金剛雲水（神龍寺）
アニメオリジナルの雲水のパスの名称。投げるモーションは鋭い月を思わせる如き高速軌道のパス。
花片のシュート（フローラルシュート）
使用者：小泉花梨（帝黒）　主なレシーバー：本庄鷹（帝黒）
正確無比かつ、軌道と回転が規則正しく非常に取りやすいロングパス。技術というよりは先天的なもので、花梨が足元に転がってきたボールを投げ返した際に偶然にも見出された。絶対的な制空権とキャッチ力を持つ鷹がレシーブすることで始めて最大限の威力を発揮する。

### キック
爆竹キック
使用者：足塚猛（賊学）
わざとゴロになるキックを蹴る（スクイーヴキック）。楕円形であるアメフトのボールは不規則にバウンドするため、レシーバーが非常に取りづらくなる。
オンサイド・キック
主な使用者：佐々木コータロー（盤戸）、武蔵厳（泥門）
キック側がボールを確保することを目的として、短いキックを蹴り、選手がボールに一斉になだれ込む。現実でも残り少ない時間で逆転を狙うときに、一か八かで使われることが多いが、相手の虚をついていきなり使われることもある。コータローはその正確なキックを利用したパスのようなキックで、必殺作戦「スパイダーウェブ」を成立させている。
低空爆裂キック
使用者：大田原誠（王城）
本来、キックオフの時は足の親指辺りでボールの下の方を蹴る。しかし、このキックはボールの中心に足の甲を当てて飛ばす（スクイーヴキック）。この場合、ボールの飛距離は低くなるが、強くバウンドするため、取りづらくなる。
60ヤードマグナム
使用者：武蔵厳（泥門）
元々はムサシのコードネーム名だったが、セナが「本当のアイシールド21」の大和に打ち勝ち、嘘を本当にしたというヒル魔の一言に一喝を受け正真正銘ラストチャンスのフィールドゴールキックにこの名前を付けた。実際は僅差バー直撃だったが跳ね上がったボールがバーを越え60ヤード到達に成功させた。

### フォーメーション（原作オリジナル）
ピラミッドライン
使用者：番場衛、笠松新信など（太陽）
太陽スフィンクスのラインスタイル。通常保つラインの時間よりさらに多くその状態を維持する。
ツタンカーメン・マスク
使用者：番場衛、笠松新信など（太陽）
関東大会で見せた太陽スフィンクスのラインの新フォーメーション。スプリット（隙間）を極端に狭くすることによりラインの間を抜かれないようにする。白秋戦で初披露されたが、峨王の圧倒的な力の前に選手諸共文字通り粉砕されてしまった。
マッスルバリヤー
使用者：ニーサン・ゴンザレス、オットー・ゴンザレスなど（NASA）
NASAエイリアンズのラインスタイル。QBとラインに向かう者全てをはね返すかの如く押し返す。
フォーメーション・ムーンサルト
使用者：（NASA）
アニメオリジナルのフォーメーション。攻撃時のフォーメーションでライン陣とレシーバー陣が三日月型のような陣形を組む。
高波（ハイウェーブ）
使用者：筧駿、大平洋、大西洋（巨深）
原作オリジナルの筧&大平&大西の長身と長い腕を活用したディフェンス。長身でパスコースを塞ぎ、長い腕でブロッカーを抑え付ける。
フォーメーション・ポセイドン
使用者：筧駿、水町健吾、大平洋、大西洋（巨深）
原作オリジナルのフォーメーション。長身4人組（筧&水町&大平&大西）が後方に下がり、攻撃開始時に即座に並んで4人で相手側に突っ込む。長身を生かしたディフェンスのフォーメーションでロングパスや大外の走をも止める。しかし、ラインの水町が後方に下がっているので中央突破されやすい。

### フォーメーション（実在するもの）
鳥の叉骨（ウィッシュボーン）
使用者：蛭魔妖一、小早川瀬那、雷門太郎、石丸哲生（泥門）
クォーターバック（QB）の真後ろに1人の、ランニングバック（RB）をセットし、さらに後ろに2人のRBを並べてセットする。そこから3人のRBを使い分ける走型攻撃。QBとRBの配置を、鳥の叉骨に見立てて名付けられた。
実際に京都大学ギャングスターズや専修大学グリーンマシーンなどが試合で使用した作戦。
ショットガン
使用者：キッド、鉄馬丈など（西部）
定番のパス攻撃体型。QBがラインから離れてセットし、センターからスナップを投げ受ける。レシーバーがスナップと同時にフィールドに散らばる様子が、散弾銃から発射された散弾の飛び散り方に似ていることから、この名前がついた。
日本では日本大学フェニックスや立命館大学パンサーズが多用する戦術として知られる。
ドラゴンフライ／デビルドラゴンフライ
使用者：金剛阿含、金剛雲水（神龍寺）／蛭魔妖一、小早川瀬那（泥門）／金剛阿含、蛭魔妖一（日本選抜）
1980年代当時、最強を誇った日本大学フェニックスが使用していた、ショットガン戦術の応用体型。QB2人を並べてセットし、どちらのQBからもラン・パスを自在に繰り出す（実在した日本大学フェニックスのドラゴンフライはラン主体の戦術であった）。
ドラゴンフライは英語でトンボの意だが、作中では神龍寺とかけて竜が飛ぶイメージで描かれている。
黄金ドラゴンフライ（ゴールデンドラゴンフライ）
使用者：金剛阿含、金剛雲水、細川一休（神龍寺）／金剛阿含、キッド、蛭魔妖一（日本選抜）
ショットガン体型で、QBが3人になる陣形（フォーメーション）。日本大学フェニックスが使用していた、幻の戦術。
孤高のセンター（ロンリーセンター）
使用者：（泥門）
中央にスナッパーとQBのみを配置し、他のメンバーは離れた位置に布陣するフォーメーション。基本的には相手守備陣を撹乱するための奇策だが、相手が強引に中央を潰そうとした場合、パスが通ればロングゲインに繋がる場合もある。
国内の大学リーグなどでも稀に使用される。

### その他のテクニック
ハンドオフフェイク
使用者：蛭魔妖一（泥門）、熱海大介（夕陽）、クリフォード（アメリカ）
RBにボールを渡す「ふりをする」基本的なフェイク。QBはそこからパスを投げたり、自ら走ったりするプレーにつなげる。作中ではヒル魔が得意とし、中継のカメラすら騙してみせた。
戦車バンプ
使用者：鎌車ケン（太陽）
鎌車ケンが使う突き飛ばすようなバンプ。古代の戦車を彷彿とさせる威力を持つが、西部の鉄馬には通用しなかった。
心臓バンプ
使用者：小早川瀬那、雷門太郎、黒木浩二、戸叶庄三、瀧夏彦（泥門）、桜庭（王城）
レシーバーがパスコースに出られないよう、胸を突いてバランスを崩すバンプ。泥門が対西部用に特訓した技だが、肝心の鉄馬には通用しなかった。
水泳（スイム）
使用者：水町健悟（巨深）、上村直樹（王城）
主に長身のディフェンスが、泳ぎのように相手のブロックを脇下に押し込んでかわすテクニック。元競泳選手である水町は、セットの際飛び込みのような体勢から使用する。
リップ
使用者：小結大吉（泥門）、番場衛（太陽）、山本鬼兵（柱谷）
スイムとは逆に、主に小柄なディフェンスが、オフェンスの腕を下からかち上げ、腋の下を通過するようにブロックをかわすテクニック。
デュアル・ホーン
使用者：バッファロー牛島（西部）ほか
上述のリップをラリアットのように両腕で相手に無理矢理叩き込む荒技。一撃目で相手の体勢を崩し、二撃目で相手を吹き飛ばす。
モビィディック・アンカー
使用者：筧駿（巨深）
アニメオリジナルの筧の使う腕ディフェンス名。そのディフェンスリーチは長く、セナのデビルバットゴーストをことごとく止めていた。しかし、デビルバットハリケーンは止められなかった。
蜘蛛の毒（スパイダーズポイズン）
使用者：赤羽隼人（盤戸）、堺（盤戸）ほか
ブロックなどの際、力を入れようとした相手の重心が下がる瞬間に、その力を利用してそのまま突き崩す技。柔道や合気道、相撲の崩しに近く、使いこなせばどんな体格・筋力の相手でも片手で弾き飛ばすことが可能。ただし力を入れてこない相手には効きづらく、技の特性を理解したヒル魔が重心のフェイクを掛けることで攻略して見せた。技の命名はコータロー。もともとは赤羽の技だが、彼の指導により他の盤戸選手や瀧も不完全ながら使用できる。
スパイダー・イリュージョン
使用者：赤羽隼人（盤戸）
アニメオリジナルの赤羽の「蜘蛛の毒」。確実に重心移動のタイミングを見抜き、瞬時に相手をブロックし突き飛ばす。そのテクニックは栗田すら片手で吹き飛ばすほど。
バック走
使用者：細川一休（神龍寺）、井口広之（王城）
CBの必須テクニック。レシーバーに正対し、QBを視野に入れながら後ろ向きに走る。
はじき
使用者：山伏権太夫（神龍寺）
相手を弾くような勢いでバンプを当てる技。格闘技並みの技のスピードのため、大田原等の大型のラインマンも反応できずに喰らってしまう。
粉砕ヒット（シバーヒット）
使用者：山伏権太夫（神龍寺）
力を一点集中し、その部分に強烈な肘打ちを当てる技。栗田をも吹き飛ばす威力を持つ。
栗ハンマー（泥門）
使用者：栗田良寛
栗田の体格を利用したボディプレス。飛びかかって押しつぶすことで相手を止めたり、陣形を崩す。命名は鈴音。
尻爆発
使用者：大田原誠（王城）
王城戦で見せた大田原の不可解なブロック技。「ヒップエクスプロージョン」のことと思われたが、単なる屁をこくための気張りを見せただけである。大田原はガス噴射で一気に超加速しようと考えていたようだが、結局不発に終わった。
デビルバックファイア
使用者：雷門太郎（泥門）
王城戦で見せたモン太のキャッチ技。通常なら高難易度の真後ろのバックキャッチを、全力疾走で相手に衝突しつつ成功させる極限技。当然、その分集中力とスタミナ消費も非常に激しい。帝黒戦、鷹に破られるがWCのアメリカ戦でキャッチしてすぐに胸に抱えこむデビルバックファイアネオに進化させた。
デビルスタンガン
使用者：小早川瀬那（泥門）
ランの際に片腕を盾代わりにタックルを捌く技。セナが王城戦中に阿含の攻撃性をヒントに編み出した。しかしどぶろくが「突破力は2倍になるが、危険性は10倍になる」と評すように、ボールを一時的に片腕で抑えねばならないためその分ボールをこぼしやすくなる。
プテラクロー
使用者：如月ヒロミ（白秋）
相手選手の捕ったボールを、相手の腕を掻い潜って自分の腕で絡めとることでキャッチを妨害する技。腕力のない如月が柔軟な細腕を活かして編み出した。
スクリューバイト
使用者：円子令司（白秋）、雷門太郎（泥門）
ボールの動きのみに集中し、回転してボールを掻き出すストリッピング。相手の持つボールに腕を差し込み、自身の体を回転させる力と速度で一瞬で奪い取る。円子曰く、モン太の方がキャッチ力がある分強力らしい。

### 作戦
スクリーンパス
使用者：蛭魔妖一、小早川瀬那（泥門）、金剛阿含（日本選抜）
わざとおびき寄せたディフェンスの頭越しに、ランニングバック（RB）に短いパスを投げる。RBはオフェンシブライン（OL）を壁（スクリーン）にして前進する。ハァハァ3兄弟のブロックが弱かったことを逆手に取った作戦。
電撃突撃（ブリッツ）
使用者：小早川瀬那（泥門）など
本来後方で守るディフェンスバックが、まさに突撃するようにボールを持った選手に襲いかかる守備方法。
掃除（スイープ）
使用者：十文字一輝、黒木浩二、戸叶庄三、小結大吉（泥門）など
走型攻撃の定番。ブロックで走路を掃除するようにこじ開けて、ボールを持った選手を走らせる（実際は、QBがFBへボールの受け渡す動作が箒を掃く姿に似ているために付いた名称である）。
爆破（ブラスト）
使用者：栗田良寛（泥門）
相手のディフェンスライン中央を、栗田のパワーで無理矢理こじ開けて突破するというある意味究極の作戦。関東屈指のラインマンである栗田を止められない限り止める方法がなく、時間は掛かるが短い距離を確実に進み続けることが出来る。泥門はキッカーが不在だったため時間の掛かるこの作戦は避けてきたが、西部戦でキッカーである武蔵が戻ってきたことで解禁された。
殺人蜂（キラー・ホーネット）
使用者：小早川瀬那、雷門太郎、蛭魔妖一、瀧夏彦（泥門）
数人で集まって固まり、固まっている間に誰がボールを持っているのかを分からなくしてから、瞬時に全員が広がって走る。実在する作戦の一つで、『花（フラワー）』や『スイカ泥棒』などとも呼ばれる。
巨大弓（バリスタ）
使用者：進清十郎（王城）
原作オリジナルの作戦。LBである進清十郎が、攻撃にも参加する作戦。この作戦時の進のポジションはリードブロッカー（FB）。セナに匹敵する光速の足と、巨漢の栗田をかち上げる力を持った進の絶対的な力で相手の守備陣を正面突破する。これにより得点が期待できるようになった王城は、より攻撃的な守備が敷けるようになったため、結果的に守備力も向上している。歴代最強と言われた黄金世代の王城OB相手に大差を付けて完勝した。
射手座（サジタリウス）
使用者：進清十郎、高見伊知郎、桜庭春人（王城）
高見・桜庭の「エベレストパス」に進の「巨大弓」が加わる作戦。超ショートのエベレストパスなのでパスカット自体が困難な上、エベレストパスの攻略法である『着地地点でのインターセプト』を進がリードブロックで止めに入ってくるため、ほぼ確実にパスが成功する王城最強のプレー。
蜘蛛の網（スパイダーウェブ）
使用者：佐々木コータロー、赤羽隼人、堺など（盤戸）
原作オリジナルの作戦。コータローの精密なキックと赤羽&盤戸メンバーの「蜘蛛の毒」を活用した作戦である。盤戸のメンバーがコータローのパスのようなオンサイドキックに、赤羽のリードブロックと「蜘蛛の毒」で敵を足止めしつつボールを獲得、攻撃権を奪う。更にそこからエンドゾーンに進みキックで得点、またコータローのオンサイドキック…。と、コータローのキックが外れるか、赤羽のリードブロックを破らない限り無限にループしボールに触れることすらままならない。泥門は3位決定戦の前半時、この作戦に難航していた。

## 制作方法
『アイシールド21』は、原作の稲垣理一郎と作画の村田雄介の2人でつくっている。そのため原作・作画ともに担当する漫画家とは作成方法が異なる。

### 原作（稲垣理一郎）部分
担当編集者との打合せを行い、そのときにメモをとる。自宅に帰り、メモを見ながら、パソコンで大体の流れを書いたプロットを作成。プロットを見ながら、セリフとト書きを入れた文字のみのシナリオを作成。シナリオの時点で、漫画になるときのページ配分も決めておく。アメフトというスポーツのため、ワンプレー毎のフォーメーション図も同時に作成して、キャラクターのいる場所を把握できるようにしておく。
シナリオを参考に、ネームをノートに描く。セリフ、擬音、キャラクターのポーズ、人物一人一人まで描き込み。アメフトをあまり知らない作画の村田に正確に伝えるために、詳しく描き込まれている。
一週間の割り振りは、打合せ1日、プロット作成1日、シナリオ作成1日、ネーム作成3日、村田のネームチェックが1日となっている。

### 漫画（村田雄介）部分
村田は稲垣からネームを受け取ると、それを参考に正式なネームを作成する。そのネームを稲垣に送り、ルールに矛盾がないかなどをチェックしてもらう。原稿が返ってくると、それを元にペン入れを行い完成させる。

### 制作スタンス
稲垣と村田は、本作の連載開始に際し、リアル40%、ファンタジー60%でいこうと決めた。稲垣によると、ボールがゴールを突き破る描写はリアル30%、ファンタジー70%とのことなので、本作はそれより演出を若干抑えている。
アメフトの基本動作であるクロスオーバーステップは、セナがつかうとデビルバットゴーストとなって分身したようにみえる。他にもアイシールドは高校アメフトでは禁止で、セナは視覚障害と嘘をつくことで例外的に認められていたはずが、後に赤羽もアイシールドをつけて参加していた（赤羽の目が赤いのは病気ということになっている）。
連載開始1年前の2001年から稲垣・村田・初代担当編集者の浅田貴典で、高校・大学のアメリカンフットボール部に念入りな取材を行い、臨場感を出した漫画をつくろうと努力した。

## 担当編集者
- 浅田貴典：第1話（2002年7月23日）[4] - 第○話（200○年○月頃）
- 齊藤優：第○話（早くとも入社年2005年4月以降） - 第256話頃（2007年11月頃[5])
- 相田総一：第256話頃（2007年11月頃[5]）- 第306話頃（2008年11月頃[6]）
- 小池均：第306話頃（2008年11月頃[6]）- 最終話（2009年6月）

## 読切版
『週刊少年ジャンプ』2002年14号・15号に前後編で掲載。『アイシールド21 公式データブック』収録。
主要キャラクターはセナ、ヒル魔、栗田の3名。ヒル魔によって走りを見出されたセナが無理矢理アメフトの試合に参加させられるという大まかなストーリーは連載版と同様だが、キャラクターの容姿や性格などは若干異なる。

## テレビアニメ
2005年4月6日から2008年3月19日までテレビ東京系列と岐阜放送にて毎週水曜日19:00-19:26の枠で放送された。全145話。
原作の関東大会準決勝・王城ホワイトナイツ戦までが描かれた。アニメ終了時点で原作ではクリスマスボウル決勝戦が描かれていた。

### スタッフ
- 総監督 - 西田正義（104話 - 145話）
- 監督 - 西田正義（1話 - 103話）→片貝慎（104話 - 145話）
- シリーズ構成 - 岸間信明
- キャラクターデザイン - 高谷浩利（1話 - 145話）、小林一幸（104話 - 111話）、加藤寛崇（112話 - 145話）
- 色彩設定 - 横井正人
- 美術監督 - 柴田聡
- 撮影監督 - 赤沢賢二
- 編集 - 中川晶男
- 音響監督 - 松岡裕紀
- 音楽 - 大谷幸
- 協力 - 日本アメリカンフットボール協会、NFL JAPAN
- プロデューサー - 東不可止、三宅将典
- アニメーションプロデュサー - 河村義治
- アニメーション制作 - ぎゃろっぷ
- 製作 - テレビ東京、NAS

### 主題歌

#### オープニング
「BREAKTHROUGH」（1話 - 35話）
作詞 - 六ツ見純代 / 作曲 - 森元康介 / 編曲 - DREAMFIELD / 歌 - Coming Century
「INNOCENCE」（36話 - 64話）
作詞 - 小幡英之 / 作曲 - 石田匠 / 編曲 - 久米康隆 / 歌 - 20th Century
ただし、TVシリーズでは歌詞の二小節目はすべて削られている。TVで放送された最終回ではEDとして使用された（DVDでは下記の「Dang Dang」に差し替えられている）。
「Dang Dang」（65話 - 103話）
作詞 - SOTARO / 作曲・編曲・歌 - ZZ
DVD収録分ではこちらの曲が最終回EDとして使われている。
「BLAZE LINE」（104話 - 126話）
作詞 - TEEDA&KENJI03 / 作曲・編曲・歌 - BACK-ON
「炎のランニングバック」（127話 - 145話）
作詞・作曲 - 東野ハマジ / 編曲・歌 - SHORT LEG SUMMER

#### エンディング
「BE FREE」（1話 - 13話）
作詞・作曲 - 佐々木收 / 歌 - Ricken's
「Blaze Away」（14話 - 35話）
作詞 - 松井五郎 / 作曲 - D・A・I / 編曲 - Ch@ppy / 歌 - TRAX
「GOAL」（36話 - 64話）
作詞 - JUSME / 作曲 - 大谷靖夫 / 編曲 - CMJK / 歌 - 安良城紅
本来は歌詞のサビは2回あるが、TVシリーズでは1回目の三小節、四小節と2回目の一小節、二小節目が削られ一つに繋がれている。
「Run to Win!」（65話 - 100話）
作詞 - 木本慶子 / 作曲・編曲 - 高梨康治 / 歌 - 泥門デビルバッツ（平野綾、入野自由、山口勝平、永野広一）
「a day dreaming...」（101話 - 115話）
作詞 - TEEDA&KENJI03 / 作曲・編曲・歌 - BACK-ON
「flower」（116話 - 126話）
作詞 - TEEDA&KENJI03 / 作曲・編曲・歌 - BACK-ON
「Song of Power」（127話 - 144話）
作詞・作曲 - 東野ハマジ / 編曲・歌 - SHORT LEG SUMMER

### 挿入歌
「Be Survivor」（15話・18話・27話・28話ほか多数）
作詞 - SOTARO / 作曲・編曲・歌 - ZZ
「MIDNIGHT SUNSHINE」（37話）
作詞 - kenko-p / 作曲・編曲 - 藤澤健至 / 歌 - 王城ホワイトナイツ（桜庭春人、進清十郎、大田原誠、若菜小春）
「Chain of power」（44話・88話・99話・107話）
作詞 - 木本慶子 / 作曲・編曲 - 藤澤健至 / 歌 - 泥門デビルバッツ
「max wind」（65話）
作詞 - 木本慶子 / 作曲 - 大内哲也 / 編曲 - 梅堀淳 / 歌 - 雷門太郎（山口勝平）
「GO for it!!」（65話・104話）
作詞 - 松井五郎 / 作曲・編曲 - Funta / 歌 - 瀧鈴音（中川翔子）
「Light」（113話・116話）
作詞 - HARUKA UMEDA / 作曲・編曲 - TSUKASA HATANAKA / 歌 - Ma-Kiss

### 放送局
特筆の無い場合は全てテレビ東京系列。
| 放送期間（または、放送体制）                               | 放送時間                              | 放送局         | 対象地域       | 備考                                                   |
| ---------------------------------------------------------- | ------------------------------------- | -------------- | -------------- | ------------------------------------------------------ |
| 2005年4月6日 - 2006年9月27日 2006年10月4日 - 2008年3月19日 | 水曜 19:00 - 19:27 水曜 19:00 - 19:26 | テレビ東京     | 関東広域圏     | 製作局                                                 |
|                                                            |                                       | テレビ北海道   | 北海道         |                                                        |
|                                                            |                                       | テレビ愛知     | 愛知県         |                                                        |
|                                                            |                                       | テレビ大阪     | 大阪府         |                                                        |
|                                                            |                                       | テレビせとうち | 岡山県・香川県 |                                                        |
|                                                            |                                       | TVQ九州放送    | 福岡県         |                                                        |
|                                                            |                                       | 岐阜放送       | 岐阜県         | 独立局                                                 |
| 2005年4月30日 - 2007年4月21日                              | 土曜 6:00 - 6:30                      | 新潟放送       | 新潟県         | TBS系列 途中打ち切り。                                 |
| - 2007年4月6日                                             | 金曜 16:00 - 16:30                    | テレビ新広島   | 広島県         | フジテレビ系列 第100話「見えない鎖」をもって終了した。 |
| 遅れネット                                                 | 土曜 5:33 - 6:00                      | 仙台放送       | 宮城県         | フジテレビ系列                                         |
|                                                            | 土曜 5:30 - 6:00                      | テレビ静岡     | 静岡県         | フジテレビ系列                                         |
|                                                            | 日曜 12:30 - 13:00                    | びわ湖放送     | 滋賀県         | 独立局                                                 |
|                                                            | 月曜 7:30 - 8:00                      | 奈良テレビ     | 奈良県         | 独立局                                                 |

他、BSジャパン（現・BSテレ東）でも遅れて放送された。

### CD
- アイシールド21 SOUND FIELD 1（2005年8月31日）
- アイシールド21 DRAMA FIELD 1（2005年9月21日）
- アイシールド21 キャラクターソング
  - SONG FIELD1 「GO!!」 - 小早川瀬那（2005年10月26日）
  - SONG FIELD2 「二人の意味」 - 姉崎まもり（2005年10月26日）
  - SONG FIELD3 「max wind」 - 雷門太郎（2005年10月26日）
  - SONG FIELD4 「Make my way」 - 桜庭春人（2006年1月25日）
  - SONG FIELD5 「新しい疾風」 - 進清十郎（2006年1月25日）
  - SONG FIELD6 「GO for it!!」 - 瀧鈴音（2006年1月25日）
- アイシールド21 SOUND FIELD SPECIAL（2005年12月21日）
- アイシールド21 SONG BEST（2006年3月23日）
- アイシールド21 complete BEST ALBUM（2008年3月5日）

## ゲーム

### トレーディングカードゲーム
- アイシールド21 TRADING CARD GAME
  - 第1弾「黄金の脚を持つ男」（2005年6月23日）
  - 第2弾「白銀の騎士」（2005年9月22日）
  - 第3弾「集いし赤い悪魔」（2005年12月8日）
- アイシールド21 カードスタジアム
  - 第1弾（2006年8月31日）
  - 第2弾（2007年3月15日）

### 家庭用ゲーム機
- 任天堂開発・販売
  - DS - アイシールド21 MAX DEVILPOWER!（2006年2月2日）
  - GBA - アイシールド21 DEVILBATS DEVILDAYS（2006年4月6日）
  - Wii - アイシールド21 フィールド最強の戦士たち（2007年3月8日）
- コナミ開発・販売
  - PS2 - アイシールド21 アメフトやろうぜ! YA-! HA-!!（2005年12月22日）
  - PSP - アイシールド21 Portable Edition（2006年3月2日）

### メダルゲーム
2006年12月、バンプレストから、子供向けのメダルゲームとして、「アイシールド21 狙え! 逆転タッチダウン!!」が発売された。

## 漫画番外編
- JUMP SUPER STARS 不思議の国のセナ!?
- V-ボウル

## 映像番外編
- アイシールド21 幻のゴールデンボウル（ジャンプフェスタ2004）プロダクションIG制作
- アイシールド21 クリスマスボウルへの道 〜南の島で特訓だ! YA-HA-!!〜（ジャンプフェスタ2005）

## 書誌情報

### 漫画本編
- 稲垣理一郎（原作）・村田雄介（作画）『アイシールド21』集英社〈ジャンプ・コミックス〉、全37巻
  1. 「光速の脚を持つ男」2002年12月20日発売[11]、ISBN 4-08-873370-3
  2. 「インチキ・ヒーロー」2003年3月4日発売[12]、ISBN 4-08-873398-3
  3. 「その名は泥門デビルバッツ」2003年6月4日発売[13]、ISBN 4-08-873439-4
  4. 「ビビらした男」2003年8月4日発売[14]、ISBN 4-08-873498-X
  5. 「POWERFUL」2003年10月3日発売[15]、ISBN 4-08-873519-6
  6. 「翔べデビルバット」2003年12月19日発[16]、ISBN 4-08-873553-6
  7. 「その男ムサシ」2004年3月4日発売[17]、ISBN 4-08-873578-1
  8. 「戦士何故強者を望む」2004年4月30日発売[18]、ISBN 4-08-873598-6
  9. 「地獄に惚れた男達」2004年8月4日発売[19]、ISBN 4-08-873641-9
  10. 「負け犬はいるか」2004年10月4日発売[20]、ISBN 4-08-873663-X
  11. 「大戦開幕」2004年12月3日発売[21]、ISBN 4-08-873683-4
  12. 「デビルバットゴースト」2005年3月4日発売[22]、ISBN 4-08-873778-4
  13. 「本物は誰だ」2005年5月2日発売[23]、ISBN 4-08-873805-5
  14. 「悪魔VS海の神」2005年7月4日発売[24]、ISBN 4-08-873829-2
  15. 「東京最強の戦士たち」2005年9月2日発売[25]、ISBN 4-08-873850-0
  16. 「タイムアウトの夜明け」2005年11月4日発売[26]、ISBN 4-08-873874-8
  17. 「最強への渇き」2006年1月5日発売[27]、ISBN 4-08-874006-8
  18. 「小早川瀬那」2006年3月3日発売[28]、ISBN 4-08-874028-9
  19. 「継ぐ者」2006年6月2日発売[29]、ISBN 4-08-874107-2
  20. 「DEVIL VS GOD」2006年8月4日発売[30]、ISBN 4-08-874141-2
  21. 「11人居る!」2006年10月4日発売[31]、ISBN 4-08-874264-8
  22. 「TIMEOUT 0」2006年12月4日発売[32]、ISBN 4-08-874290-7
  23. 「そして決戦へ」2007年2月2日発売[33]、ISBN 978-4-08-874316-5
  24. 「無敵城塞」2007年4月4日発売[34]、ISBN 978-4-08-874340-0
  25. 「PERFECT PLAYER」2007年7月4日発売[35]、ISBN 978-4-08-874383-7
  26. 「格闘球技」2007年9月4日発売[36]、ISBN 978-4-08-874412-4
  27. 「進清十郎 VS 小早川セナ」2007年11月2日発売[37]、ISBN 978-4-08-874433-9
  28. 「決戦の東京ドーム」2008年2月4日発売[38]、ISBN 978-4-08-874474-2
  29. 「二代目のクォーターバック」2008年4月4日発売[39]、ISBN 978-4-08-874495-7
  30. 「THIS IS AN AMERICAN FOOTBALL」2008年6月4日発売[40]、ISBN 978-4-08-874523-7
  31. 「AND THE WINNER IS…」2008年8月4日発売[41]、ISBN 978-4-08-874553-4
  32. 「Xmas BOWL」2008年11月4日発売[42]、ISBN 978-4-08-874590-9
  33. 「悪魔のミス」2009年1月5日発売[43]、ISBN 978-4-08-874616-6
  34. 「THE LAST of DEMON DEVILBATS」2009年3月4日発売[44]、ISBN 978-4-08-874641-8
  35. 「THE WORLD IS MINE」2009年5月1日発売[45]、ISBN 978-4-08-874664-7
  36. 「SENA VS PANTHER」2009年8月4日発売[46]、ISBN 978-4-08-874713-2
  37. 「READY SET HUT」2009年10月2日発売[47]、ISBN 978-4-08-874735-4

### 小説
- 『アイシールド21 幻のゴールデンボウル』長谷川勝己（著者）、2004年5月24日発売、ISBN 4-08-703138-1
  - 裏原宿ボーダーズとの対決を描いたジャンプフェスタ版アニメのノベライズ
- 『アイシールド21 熱闘のハンドレッドゲーム!』映島巡（著者）、2006年5月26日発売、ISBN 4-08-703157-8
  - 関東大会前の合宿の様子を描いたオリジナルストーリー

### 関連書籍
- 『アイシールド21 公式データブック 超選手列伝 BALLERS HIGH』2005年10月4日発売、ISBN 4-08-873758-X
- 『アイシールド21 イラスト集 FIELD of COLORS』2006年11月2日発売、ISBN 4-08-874097-1
- 『PAINT JUMP Art of アイシールド21』2008年12月19日発売、ISBN 978-4-08-782195-6
- 稲垣理一郎（原作）・村田雄介（作画）『21st Anniversary down アイシールド21 BRAIN×BRAVE』集英社〈愛蔵版コミックス〉、2024年7月9日第1刷発行（2024年7月4日発売[48]）、ISBN 978-4-08-792619-4